# Shiva
Shiva er en gud i hinduismen. Sammen med Brahma og Vishnu er det en af de tre mest populære guder, trimurti, i moderne hinduisme. Han indtager en position som ødelæggeren og transformatoren af ondskab.
Hans særlige tilhængere kaldes saivaite, og for dem er Shiva den øverste og mest gavmilde gud med tilnavnet MahaDeva, som betyder Største gud på sanskrit.
Shiva er gift med Parvati, med hvem han har sønnen Ganesha.
Maha Shivratri er en festival, man holder for guden Shiva og hans kone (Parvati) på dagen, hvor de blev gift.